# しかバンビ
しかバンビ (SIKA-BAMBI) は、日本のインディーズロックバンド。2014年8月12日に解散を発表し、同月19日に解散した。1年に一度、『しかゾンビ』として蘇ってライブをしている。

## 来歴
- 2011年8月31日、新宿RUIDO K-4にて初ライブ。
- 2011年8月31日、1stミニアルバム「Believe!!」をリリース。
- 2011年12月、初ワンマンライブ「年末感謝の超バンビーランド」開催 @渋谷REX [1]。
- 2012年1月21日、2ndミニアルバム「みらいどこまでも」をリリース[2]。
- 2012年3月、ギター・DAISHI、ドラム・ATSUTOが脱退。以降、ギター、ドラムをサポート体制でライブを行う。
- 2012年5月、ワンマンライブ「5月5日はバンビの日 立った立ったバンビが立った 超バンビーランド」@高田馬場Club phase。
- サポートギターに『100s』のギタリスト町田昌弘氏が参加。
- 2012年7月10日〜8月31日、全国20カ所で「しかバンビ1周年カウントダウン!! サマーのおかげサマーTOUR 2012」
- 2012年8月31日、1周年記念ワンマンライブ　@新宿RUIDO K-4
- 結成当初よりサポートギターとして参加していた駿人REXと、「Youth to Letter」等でサポートをしていたドラム・マーボーが正式に加入を表明。これにより4人体制に。
- 2012年10月10日、Rocket Bamby × しかバンビ　2マンLIVE「The Wバンビ　SHOW ♯1」@下北沢MOSIC
- 2012年10月25日〜12月28日、全国21カ所で「年末感謝のご挨拶♪ 新メンバーだよ!!よろシカツアー2012AW」
- 2012年10月31日、現在のしかバンビの原形となった「SICK-BAMBI(魔王Cellと愉快な仲間達Ver.)」が初お目見え。@新宿MARZ
- 2012年12月28日　2度目の無料ワンマン。＠渋谷DESEO 　『しかバンビ』結成より108回目のLIVE。煩悩を滅して次のステップへ。
- 2013年から衣装を一本化。「SICK-BAMBI(魔王Cellと愉快な仲間達Ver.)」をレギュラーとして採用。
- 2013年5月5日、オーロラタクト × しかバンビ　2マンLIVE   @渋谷glad
- 2013年7月6日、1stアルバム発売記念先行発売ワンマンライブ　@下北沢屋根裏
- 2013年7月6日〜「気分は"上々"でシカ?? ツアー2013」スタート
- 2013年7月7日、1stアルバム『上々』をリリース。サウンドプロデューサーに『100s』のギタリスト町田昌弘氏を迎える。
- 2013年8月10日、突如、諸事情により活動休止が発表される。
- 2013年12月、Vo.鹿谷弥生、ソロ活動開始。
- 2014年3月29日、ベースにサポートを迎え、8ヶ月ぶりに『しかバンビ（準備中）』として新宿LOFTにてライブ。
- 2014年8月12日、同月19日解散することを公式ホームページで発表。
- 2014年8月19日『しかバンビLAST LIVE @渋谷CLUB CRAWL』を開催。同日、解散した。
- 2015年6月5日、@渋谷Milkywayにて『しかゾンビ』としてライブ。1年に一度だけ蘇ると宣言。

## メンバー
- 鹿谷弥生（しかたにやよい） - ボーカル／ アコースティックギター、エレキギター／ブルースハープ

愛称は「鹿チャン」「やよい」。
2007年 講談社ミスマガジンGP
現在はバンドDEARDEERを結成し、活動中。
使用マイク: AUDIX「OM5」、LINE6「XD-V75」
使用ギター: グレコ × ゼマティス・GZA-2600S、ギブソン・エクスプローラー
- 駿人REX（ハヤトレックス） - ギター

愛称は「REX」
もともとは「駿人」でデビューするも、独特な前傾の演奏スタイルで、その恐竜っぽい動きから「レックス」という愛称を得て今に至る。
しかバンビの2011年の初LIVEに参加していて、結成当初から限りなくレギュラーメンバーに近いサポートメンバーと呼ばれていた。
使用ギター: ギブソン・ES-335、ギブソン・SG、グレッチ・6120、ギブソン・J-45
使用アンプ: フェンダー・Twin Reverb　Shin'sMusic カスタム、Peavey・Classic 50/410　Shin'sMusic カスタム
- 楠田秀平（くすだしゅうへい） - ベース

愛称は「くっすー」「秀ちゃん」。
元 空際ノベルのベーシスト。しかバンビ時代はドラムのマーボーと共にレギュラーサポートとして参加。
- 中村"マーボー"真行（なかむらマーボーまさゆき） - ドラム

愛称は「マーボー」
もともとしかバンビのメンバーであったが空際ノベルへ移籍。
しかバンビ活動再開にあたって、レギュラーサポートとして参加している。

## 過去のメンバー
- DAISHI（ダイシ） -ギター
- Cell（セル） -ベース
- ATSUTO（ダイシ） -ドラム

## 作品

### アルバム
|              | 発売日        | タイトル         | 規格品番 |
| ------------ | ------------- | ---------------- | -------- |
| ミニアルバム | 2011年8月31日 | Believe!!        | BDSB-001 |
| ミニアルバム | 2012年1月21日 | みらいどこまでも | BDSB-002 |
| フルアルバム | 2013年7月7日  | 上々             | BDSB-011 |